# 洗兵阿富汗介
洗兵阿富汗介（学名：Afghanistinia hsipinga）为尾花介科阿富汗介屬下的一个种。